# Unione Sportiva Triestina 1948-1949
Questa voce raccoglie le informazioni riguardanti l'Unione Sportiva Triestina nelle competizioni ufficiali della stagione 1948-1949.

## Stagione
Dopo lo splendido secondo posto ottenuto l'anno precedente, sarebbe stato difficile ripetersi anche nella Serie A 1948-1949: la squadra, già con una età media abbastanza elevata la stagione precedente, rimane immutata e, perciò, i giocatori sono tutti più vecchi di un anno. Uniche note di rilevanza gli arrivi di Grosso e Carraro dal Vicenza (il primo diverrà un punto fermo della difesa, il secondo sarà poco più che una comparsa), il ritorno di Bacchetti quale vice-Striuli e dell'oggetto misterioso Suozzi dalla Reggiana (utilizzato solo 2 volte). Per il resto vengono ceduti solo figure secondarie: Bernard, Cantoni, Gordini e Mlacher. L'avvio non è facile, all'esordio a Lucca la squadra subisce un 3 a 1 che non ammette repliche, poi 6 partite con 4 sconfitte e solo 2 vittorie, la situazione è allarmante. Poi la squadra si equilibria e per otto partite la squadra esce senza perdere, con vittoria schiacciante sulla Fiorentina per 4 a 0 e vittoria di prestigio sull'Inter (rete dell'esordiente Pison). Poi la Triestina continua a giocare a strappi, con un pareggio prestigioso a Valmaura contro il Grande Torino. Un mese dopo, quella grandissima squadra sparirà, finendo a sbattere con l'aereo contro la collina di Superga. L'impatto emotivo esercitato da quella sciagura è enorme: tre giorni dopo il fatto la Triestina affronta il Padova, i patavini sono scarichi, la Triestina è invece tonicissima, finirà 9 a 1 per gli alabardati (cinque gol di Ispiro). Un record, mai la Triestina, nella sua storia, ha segnato così tanto in una partita. Finito il campionato, il risultato finale, comunque, nonostante alti e bassi, è un confortevole ottavo posto.
La squadra era schierata sempre con il mezzo - sistema e prevedeva Striuli o Bacchetti in porta, in difesa Blason libero, Zorzin a destra, Grosso (o Radio) a sinistra  e Sessa al centro. A centrocampo Giannini o Grosso davanti alla difesa, Trevisan (sempre presente) con il numero 8 a fare da regista alla squadra e Tosolini a fare da trequartista. L'attacco è immutato: ala destra Rossetti, ala sinistra Begni (sempre presente) e centravanti Ispiro. Di rincalzo Carraro e Presca a centrocampo e Suozzi e il giovane Pison (2 reti per lui) in attacco, una sola presenza per Claut. Diciotto i giocatori utilizzati, 2 i sempre presenti (Memo Trevisan e Begni).

## Rosa
| N. |                   | Ruolo | Calciatore       |
| -- | ----------------- | ----- | ---------------- |
|    | Italia (bandiera) | P     | Bruno Bacchetti  |
|    | Italia (bandiera) | P     | Guerrino Striuli |
|    | Italia (bandiera) | P     | Aldo Vitti       |
|    | Italia (bandiera) | D     | Ivano Blason     |
|    | Italia (bandiera) | D     | Mario Claut      |
|    | Italia (bandiera) | D     | Pietro Grosso    |
|    | Italia (bandiera) | D     | Enrico Radio     |
|    | Italia (bandiera) | D     | Antonio Sessa    |
|    | Italia (bandiera) | D     | Corrado Zorzin   |
|    | Italia (bandiera) | C     | Guerrino Carraro |

| N. |                   | Ruolo | Calciatore         |
| -- | ----------------- | ----- | ------------------ |
|    | Italia (bandiera) | C     | Euro Giannini      |
|    | Italia (bandiera) | C     | Cesare Presca      |
|    | Italia (bandiera) | C     | Mario Tosolini     |
|    | Italia (bandiera) | C     | Guglielmo Trevisan |
|    | Italia (bandiera) | A     | Mario Begni        |
|    | Italia (bandiera) | A     | Bruno Ispiro       |
|    | Italia (bandiera) | A     | Licio Rossetti     |
|    | Italia (bandiera) | A     | Sergio Pison       |
|    | Italia (bandiera) | A     | Renzo Suozzi       |

## Calciomercato
| Acquisti | Acquisti         | Acquisti         | Acquisti      |
| R.       | Nome             | da               | Modalità      |
| -------- | ---------------- | ---------------- | ------------- |
| P        | Bruno Bacchetti  | Libertas Trieste | fine prestito |
| D        | Pietro Grosso    | Vicenza          | definitivo    |
| C        | Guerrino Carraro | Vicenza          | definitivo    |
| A        | Renzo Suozzi     | Reggiana         | definitivo    |

| Cessioni | Cessioni        | Cessioni         | Cessioni   |
| R.       | Nome            | a                | Modalità   |
| -------- | --------------- | ---------------- | ---------- |
| P        | Gino Cantoni    | Udinese          | definitivo |
| D        | Dino Antonini   | Libertas Trieste | definitivo |
| C        | Mario Mlacher   | Ponziana         | definitivo |
| A        | Gerardo Bernard | Libertas Trieste | definitivo |

## Risultati

### Serie A

#### Girone di andata
| Lucca 19 settembre 1948 1ª giornata | Lucchese        | 3 – 1 | Triestina | Stadio Porta Elisa\| Arbitro: \| Corallo (Lecce) \| |
| Arbitro:                            | Corallo (Lecce) |       |           |                                                     |

| Roma 26 settembre 1948 2ª giornata | Roma                  | 4 – 2 | Triestina | Stadio Nazionale\| Arbitro: \| Zilli (Reggio Emilia) \| |
| Arbitro:                           | Zilli (Reggio Emilia) |       |           |                                                         |

| Trieste 3 ottobre 1948 3ª giornata | Triestina       | 2 – 0 | Bari | Stadio Comunale\| Arbitro: \| Cappucci (Roma) \| |
| Arbitro:                           | Cappucci (Roma) |       |      |                                                  |

| Torino 10 ottobre 1948 4ª giornata | Juventus        | 2 – 0 | Triestina | Stadio Comunale\| Arbitro: \| Bellè (Venezia) \| |
| Arbitro:                           | Bellè (Venezia) |       |           |                                                  |

| Trieste 17 ottobre 1948 5ª giornata | Triestina          | 3 – 1 | Palermo | Stadio Comunale\| Arbitro: \| Bernardi (Bologna) \| |
| Arbitro:                            | Bernardi (Bologna) |       |         |                                                     |

| Milano 24 ottobre 1948 6ª giornata | Milan           | 3 – 1 | Triestina | Stadio San Siro\| Arbitro: \| Scotto (Savona) \| |
| Arbitro:                           | Scotto (Savona) |       |           |                                                  |

| Trieste 31 ottobre 1948 7ª giornata | Triestina           | 1 – 1 | Novara | Stadio Comunale\| Arbitro: \| Longagnani (Modena) \| |
| Arbitro:                            | Longagnani (Modena) |       |        |                                                      |

| Trieste 4 novembre 1948 8ª giornata | Triestina       | 1 – 1 | Bologna | Stadio Comunale\| Arbitro: \| Cicardi (Lecco) \| |
| Arbitro:                            | Cicardi (Lecco) |       |         |                                                  |

| Genova 7 novembre 1948 9ª giornata | Sampdoria         | 1 – 1 | Triestina | Stadio Luigi Ferraris\| Arbitro: \| Bertolio (Torino) \| |
| Arbitro:                           | Bertolio (Torino) |       |           |                                                          |

| Bergamo 14 novembre 1948 10ª giornata | Atalanta        | 0 – 1 | Triestina | Stadio Comunale\| Arbitro: \| Cappucci (Roma) \| |
| Arbitro:                              | Cappucci (Roma) |       |           |                                                  |

| Trieste 21 novembre 1948 11ª giornata | Triestina        | 0 – 0 | Pro Patria | Stadio Comunale\| Arbitro: \| Orlandini (Roma) \| |
| Arbitro:                              | Orlandini (Roma) |       |            |                                                   |

| Torino 28 novembre 1948 12ª giornata | Torino           | 1 – 1 | Triestina | Stadio Filadelfia\| Arbitro: \| Tassini (Verona) \| |
| Arbitro:                             | Tassini (Verona) |       |           |                                                     |

| Trieste 5 dicembre 1948 13ª giornata | Triestina        | 0 – 0 | Genoa | Stadio Comunale\| Arbitro: \| Camiolo (Milano) \| |
| Arbitro:                             | Camiolo (Milano) |       |       |                                                   |

| Trieste 8 dicembre 1948 14ª giornata | Triestina       | 4 – 1 | Lazio | Stadio Comunale\| Arbitro: \| Bellè (Venezia) \| |
| Arbitro:                             | Bellè (Venezia) |       |       |                                                  |

| Livorno 12 dicembre 1948 15ª giornata | Livorno            | 1 – 0 | Triestina | Stadio Ardenza\| Arbitro: \| Valsecchi (Milano) \| |
| Arbitro:                              | Valsecchi (Milano) |       |           |                                                    |

| Padova 19 dicembre 1948 16ª giornata | Padova             | 0 – 0 | Triestina | Stadio Silvio Appiani\| Arbitro: \| Canavesio (Torino) \| |
| Arbitro:                             | Canavesio (Torino) |       |           |                                                           |

| Trieste 26 dicembre 1948 17ª giornata | Triestina         | 4 – 0 | Fiorentina | Stadio Comunale\| Arbitro: \| Fornari (Bologna) \| |
| Arbitro:                              | Fornari (Bologna) |       |            |                                                    |

| Trieste 2 gennaio 1949 18ª giornata | Triestina        | 2 – 0 | Inter | Stadio Comunale\| Arbitro: \| Tassini (Verona) \| |
| Arbitro:                            | Tassini (Verona) |       |       |                                                   |

| Modena 6 gennaio 1949 19ª giornata | Modena           | 0 – 2 | Triestina | Stadio Cesare Marzari\| Arbitro: \| Carpani (Milano) \| |
| Arbitro:                           | Carpani (Milano) |       |           |                                                         |

#### Girone di ritorno
| Trieste 9 gennaio 1949 20ª giornata | Triestina         | 1 – 0 | Lucchese | Stadio Comunale\| Arbitro: \| Bertolio (Torino) \| |
| Arbitro:                            | Bertolio (Torino) |       |          |                                                    |

| Trieste 16 gennaio 1949 21ª giornata | Triestina         | 2 – 0 | Roma | Stadio Comunale\| Arbitro: \| Galeati (Bologna) \| |
| Arbitro:                             | Galeati (Bologna) |       |      |                                                    |

| Bari 23 gennaio 1949 22ª giornata | Bari              | 1 – 1 | Triestina | Stadio della Vittoria\| Arbitro: \| Boffardi (Genova) \| |
| Arbitro:                          | Boffardi (Genova) |       |           |                                                          |

| Trieste 30 gennaio 1949 23ª giornata | Triestina       | 1 – 0 | Juventus | Stadio Comunale\| Arbitro: \| Scotto (Savona) \| |
| Arbitro:                             | Scotto (Savona) |       |          |                                                  |

| Palermo 6 febbraio 1949 24ª giornata | Palermo          | 4 – 0 | Triestina | Stadio La Favorita\| Arbitro: \| Camiolo (Milano) \| |
| Arbitro:                             | Camiolo (Milano) |       |           |                                                      |

| Trieste 13 febbraio 1949 25ª giornata | Triestina       | 1 – 3 | Milan | Stadio Comunale\| Arbitro: \| Bellè (Venezia) \| |
| Arbitro:                              | Bellè (Venezia) |       |       |                                                  |

| Novara 20 febbraio 1949 26ª giornata | Novara         | 3 – 0 | Triestina | Stadio Comunale\| Arbitro: \| Dattilo (Roma) \| |
| Arbitro:                             | Dattilo (Roma) |       |           |                                                 |

| Bologna 6 marzo 1949 27ª giornata | Bologna          | 1 – 1 | Triestina | Stadio Comunale\| Arbitro: \| Carpani (Milano) \| |
| Arbitro:                          | Carpani (Milano) |       |           |                                                   |

| Trieste 13 marzo 1949 28ª giornata | Triestina     | 3 – 1 | Sampdoria | Stadio Comunale\| Arbitro: \| Massai (Pisa) \| |
| Arbitro:                           | Massai (Pisa) |       |           |                                                |

| Trieste 20 marzo 1949 29ª giornata | Triestina         | 1 – 1 | Atalanta | Stadio Comunale\| Arbitro: \| Galeati (Bologna) \| |
| Arbitro:                           | Galeati (Bologna) |       |          |                                                    |

| Busto Arsizio 3 aprile 1949 30ª giornata | Pro Patria    | 3 – 1 | Triestina | Stadio Comunale\| Arbitro: \| Gemini (Roma) \| |
| Arbitro:                                 | Gemini (Roma) |       |           |                                                |

| Trieste 10 aprile 1949 31ª giornata | Triestina        | 1 – 1 | Torino | Stadio Comunale\| Arbitro: \| Orlandini (Roma) \| |
| Arbitro:                            | Orlandini (Roma) |       |        |                                                   |

| Genova 17 aprile 1949 32ª giornata | Genoa            | 5 – 1 | Triestina | Stadio Luigi Ferraris\| Arbitro: \| Carpani (Milano) \| |
| Arbitro:                           | Carpani (Milano) |       |           |                                                         |

| Roma 24 aprile 1949 33ª giornata | Lazio              | 4 – 0 | Triestina | Stadio Nazionale\| Arbitro: \| Bernardi (Bologna) \| |
| Arbitro:                         | Bernardi (Bologna) |       |           |                                                      |

| Trieste 30 aprile 1949 34ª giornata | Triestina        | 5 – 4 | Livorno | Stadio Comunale\| Arbitro: \| Camiolo (Milano) \| |
| Arbitro:                            | Camiolo (Milano) |       |         |                                                   |

| Trieste 8 maggio 1949 35ª giornata | Triestina        | 9 – 1 | Padova | Stadio Comunale\| Arbitro: \| Carpani (Milano) \| |
| Arbitro:                           | Carpani (Milano) |       |        |                                                   |

| Firenze 15 maggio 1949 36ª giornata | Fiorentina         | 5 – 3 | Triestina | Stadio Comunale\| Arbitro: \| Canavesio (Torino) \| |
| Arbitro:                            | Canavesio (Torino) |       |           |                                                     |

| Milano 29 maggio 1949 37ª giornata | Inter            | 1 – 1 | Triestina | Stadio San Siro\| Arbitro: \| Silvano (Torino) \| |
| Arbitro:                           | Silvano (Torino) |       |           |                                                   |

| Trieste 5 giugno 1949 38ª giornata | Triestina       | 1 – 2 | Modena | Stadio Comunale\| Arbitro: \| Cicardi (Lecco) \| |
| Arbitro:                           | Cicardi (Lecco) |       |        |                                                  |

## Statistiche

### Statistiche di squadra
| Competizione | Punti | In casa | In casa | In casa | In casa | In casa | In casa | In trasferta | In trasferta | In trasferta | In trasferta | In trasferta | In trasferta | Totale | Totale | Totale | Totale | Totale | Totale | DR |
| Competizione | Punti | G       | V       | N       | P       | Gf      | Gs      | G            | V            | N            | P            | Gf           | Gs           | G      | V      | N      | P      | Gf     | Gs     | DR |
| ------------ | ----- | ------- | ------- | ------- | ------- | ------- | ------- | ------------ | ------------ | ------------ | ------------ | ------------ | ------------ | ------ | ------ | ------ | ------ | ------ | ------ | -- |
| Serie A      | 38    | 19      | 11      | 6       | 2       | 42      | 17      | 19           | 2            | 6            | 11           | 17           | 42           | 38     | 13     | 12     | 13     | 59     | 59     | 0  |

### Statistiche dei giocatori
Nel computo dei gol realizzati si aggiunga una autorete a favore.
| Giocatore    | Serie A  | Serie A |
| Giocatore    | Presenze | Reti    |
| ------------ | -------- | ------- |
| B. Bacchetti | 15       | -20     |
| G. Striuli   | 23       | -39     |
| A. Vitti     | 0        | 0       |
| I. Blason    | 32       | 3       |
| M. Claut     | 1        | 0       |
| P. Grosso    | 32       | 1       |
| E. Radio     | 23       | 0       |
| A. Sessa     | 28       | 0       |
| C. Zorzin    | 36       | 1       |
| G. Carraro   | 9        | 1       |
| E. Giannini  | 28       | 0       |
| C. Presca    | 5        | 0       |
| M. Tosolini  | 35       | 13      |
| G. Trevisan  | 38       | 2       |
| M. Begni     | 38       | 9       |
| B. Ispiro    | 32       | 15      |
| L. Rossetti  | 37       | 11      |
| S. Pison     | 4        | 2       |
| R. Suozzi    | 2        | 0       |